# Division de fer (corps franc)
Pour les articles homonymes, voir Division de fer.
La Division de fer (en allemand : Eiserne Division) est une troupe armée composée de volontaires qui combat en 1919 dans les Pays baltes. Il s'agit là du plus célèbre des corps francs allemands constitués immédiatement après la Première Guerre mondiale, destinés à défendre la frontière avec les zones passées nouvellement sous contrôle des révolutionnaires soviétiques, notamment en Lettonie. Initialement destinée à intégrer les cadres de la Reichswehr, elle compte jusqu'à 16 000 hommes au printemps 1920, avant que des mutineries ne provoquent sa dissolution.

## La Brigade de fer
Juste après la fin du premier conflit mondial, les troupes de la 8e armée allemande, en pleine révolte, se retirent devant les armées bolchéviques depuis l'Est des Pays baltes. Afin de protéger la retraite des hommes et du matériel, il est décidé[Par qui ?] le 29 novembre 1918 de recruter la Brigade de fer (Eiserne Brigade) parmi les soldats en déroute. Environ 600 hommes se portent volontaires, dont une partie refuse plus tard de servir au combat.
La défense de Riga par la Baltische Landeswehr (troupes du Duché balte uni) et la Brigade de fer est un échec, et le 3 janvier 1919 la République soviétique socialiste de Lettonie est proclamée. Les armées bolchéviques, principalement composées de régiments de fusiliers lettons, prennent le contrôle à la mi-janvier de la quasi-totalité de la Lettonie et commencent à planifier une avancée sur la province de Prusse-Orientale afin de porter la révolution en Allemagne.
Afin d'éviter cela, le Conseil des commissaires du peuple autorise le recrutement de volontaires et de corps francs dans l'Empire.
Dans un premier temps, les troupes, faiblement armées et entraînées, se retrouvent repoussées dans un petit périmètre autour de Libau, et connaissent des problèmes de ravitaillement car les conseils de soldats rouges parmi les garde-frontières bloquent les convois ferrés.

## Création de la Division de fer
Le 16 janvier, le commandement passe du colonel Kumme au major Josef Bischoff. Celui-ci interdit tout nouveau repli, renvoie les éléments peu fiables chez eux et baptise les 300 hommes restants du nom de Division de fer. Avec l'arrivée de renforts et de nouvelles techniques de combat, le front est stabilisé le long de la rivière Windau. Dans le même temps, les Bolchéviques se trouvent confrontés à d'autres problèmes sur d'autres parties du front.
Début février, le VIe corps de réserve reçoit le commandement des opérations en Courlande. Se retrouvent subordonnés aux décisions du général Rüdiger von der Goltz le gouvernement de Libau, la Baltische Landeswehr, la Division de fer, la 1re Division de réserve de la Garde tout juste arrivée, ainsi que divers petits corps francs indépendants. La Division de fer prend part début mars à l'offensive sur Mitau et occupe la vieille position occupée durant la Guerre mondiale près d'Olaine. Le 22 mai, elle reprend Riga, soutenue par la Baltische Landeswehr. À la suite de ces événements, les armées bolchéviques abandonnent le combat en Lettonie.
Toutefois, la Division se trouve impliquée dans le conflit opposant le régime letton pro-germanique de Andrievs Niedra à celui de Kārlis Ulmanis, allié à l'Estonie. Comme les troupes allemandes ne doivent entreprendre aucune offensive supplémentaire, selon les directives données par le gouvernement du Reich et les forces de l'Entente, cinq bataillons et trois batteries d'artillerie entrent durant deux semaines au service de la Lettonie. Durant la bataille de Wenden, ces unités ne peuvent toutefois pas combler leurs pertes. De plus, certains éléments refusent alors le combat, car ils n'avaient été recrutés que pour combattre les Bolchéviques. Après l'évacuation de Riga et l'armistice de Strasdenhof (de), la Division de fer se trouve à nouveau stationnée dans la région d'Olaine.

## Composition
En prenant en compte le noyau du corps franc et les volontaires y étant associés, les effectifs de la Division s'élèvent jusqu'à l'été 1919 à environ 14 000 hommes. Elle est composée de trois régiments d'infanterie et d'un régiment d'artillerie, d'escadrons de cavalerie et de services de ravitaillement.
Les volontaires concluent un contrat selon lequel chaque mois, ils perçoivent comme solde du terrain dans les Pays baltes  et ils ont également en vue la citoyenneté lettone. À côté des personnes désireuses de s'établir, se mêlent au sein de la troupe des idéalistes, des soldats de métier que ne trouvent pas de poste dans la Reichswehr, des aventuriers, des chômeurs, ainsi que toutes sortes d'éléments douteux dont des criminels désireux d'éviter la justice en place dans l'Empire.
Pratiquement la moitié des supplétifs ainsi recrutés sont renvoyés à leurs foyers, leur moralité étant jugée inappropriée. À plusieurs reprises, certaines unités doivent être dissoutes de par leur manque de fiabilité. De même, des officiers ou des escouades doivent être exclus pour des raisons d'incompatibilité politique. La Division constitue en quelque sorte un réservoir pour les formations réactionnaires, les monarchistes et les nationalistes.
Les combats sont des deux côtés impitoyables et conduisent à de lourdes pertes civiles. Les prisonniers sont bien souvent dépouillés ou exécutés. Les phénomènes de maraude derrière le front ne sont jamais stoppés. Après la prise de Riga, les exactions commises par la Division de fer font sensation à l'étranger. Devant la surcharge de la Feldgendarmerie, une véritable cour martiale doit même être établie.
Bien que l'évacuation des Pays baltes commence officiellement en juillet 1919, la Division poursuit son recrutement et se renforce et dispose, dans ce but, de points de recrutement clandestins en Allemagne. Le but du Major Bischoff et de son entourage est, contrairement à la ligne politique officielle allemande, de lutter aux côtés des armées blanches contre les Bolchéviques et de pouvoir ainsi exercer une influence sur la Russie à venir. Tout au moins, la Division souhaite rester active aussi longtemps que possible pour pouvoir le cas échéant prendre part à un coup d'État réactionnaire en Allemagne.

## Défections vers l'armée de libération de la Russie
Lorsque, le 23 août, les premiers transports de troupes se présentent pour rapatrier la Division en Allemagne, Bischoff décide, à ses risques et périls, de ne pas obéir, et stoppe toute manœuvre d'embarquement. Fin septembre, la Division se rallie, conjointement avec la Légion allemande, autre corps franc, à l'Armée occidentale des volontaires russes (ou Armée Bermondt). Au cours de leur avance, les hommes de la Division atteignent à nouveau Riga. Les forces de l'Entente stationnées dans la région, dont la flotte anglaise dans le golfe de Riga, attaquent les forces de Bermont-Avalov, prenant la défense de la Lettonie indépendante, coupant la voie de ravitaillement vers la frontière allemande, ce qui provoque l'effondrement de l'armée des volontaires russes. La Division doit entreprendre son repli.
D'ici à fin décembre, l'ensemble des éléments armés ont franchi la frontière allemande à Memel.

## Dissolution
Les hommes restants du corps franc se sentent trahis par le régime en place. Une marche sur Berlin débute comme on peut s'en douter, malgré le manque de commandement politique. Les volontaires obtiennent l'amnistie mais n'ont pas la possibilité d'intégrer la Reichswehr ou de trouver une place dans l'industrie. Après la démobilisation, de nombreux anciens membres de la Division constituent des communautés de biens comme ouvriers agricoles en Poméranie.
Lors du putsch de la Brasserie, la Division est en grande partie dissoute. D'anciens membres de la Division prennent part par la suite aux combats des corps francs dans la Ruhr et en Haute-Silésie.
L'idéologie diffusée par le journal Der Reiter gen Osten et l'antibolchévisme des corps francs constituent un des ferments du National-socialisme.
Les anciens de la Landeswehr et des corps francs furent un facteur de déstabilisation de la République de Weimar et adhérèrent pour beaucoup au mouvement hitlérien.

## Membres célèbres
- Heinz Guderian (2e officier d'état-major entre avril en août 1919)
- Rudolf Berthold
- Bruno Loerzer
- Kurt Andersen